# Hermione (mythologie)
Pour les articles homonymes, voir Hermione.
 (octobre 2020).
Si vous disposez d'ouvrages ou d'articles de référence ou si vous connaissez des sites web de qualité traitant du thème abordé ici, merci de compléter l'article en donnant les références utiles à sa vérifiabilité et en les liant à la section « Notes et références ».
Dans la mythologie grecque, Hermione (en grec ancien Ἑρμιόνη / Hermiόnê), fille de Ménélas et d'Hélène, est une Atride.

## Mythe

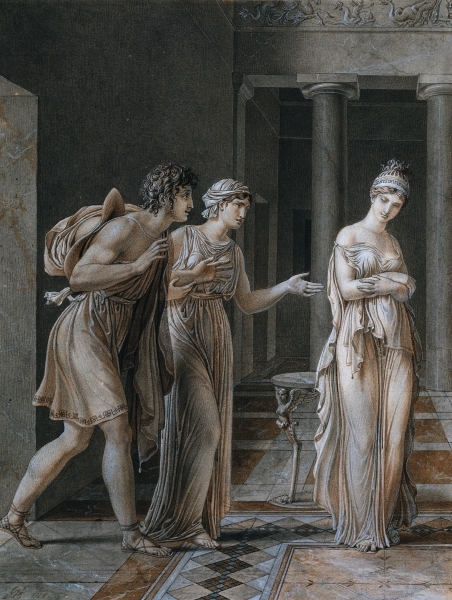
La rencontre d'Oreste et Hermione, par Anne-Louis Girodet de Roucy-Trioson

Elle a neuf ans quand sa mère est enlevée par Pâris, ce qui provoqua la guerre de Troie. Elle avait été fiancée à son cousin Oreste avant cette guerre.  Mais, le conflit terminé, Ménélas la promet au fils d’Achille, Néoptolème (également connu sous le nom de Pyrrhos puis, en latin, Pyrrhus).
Profitant de la folie d'Oreste (tourmenté par les Érinyes), Néoptolème enlève Hermione et l'emmène en Épire, où il vit avec elle et Andromaque (qu'il avait capturée à Troie). Mais après être revenu à la raison, Oreste défie Néoptolème qu'il tue en combat singulier.
Oreste et Hermione ont par la suite un fils, Tisamène.
Selon Euripide dans sa tragédie Andromaque, Oreste aurait mis en fureur le peuple de Delphes contre le fils d'Achille, Néoptolème, qui meurt lapidé alors qu'il s'apprêtait à rendre hommage à Apollon pour expier sa faute d'avoir demandé au dieu raison du sang de son père.
Il existe deux versions quant aux sentiments éprouvés par Hermione pour Pyrrhus. Certains auteurs soutiennent que, amoureuse d'Oreste, elle éprouvait pour lui une grande aversion, tandis que d'autres la décrivent comme très éprise, au point d'éprouver une terrible jalousie envers Andromaque. Hermione aurait d'ailleurs tenté de provoquer la mort d'Andromaque, sans succès. C'est cet échec qui l'aurait conduite à conspirer avec Oreste, par vengeance.

## Postérité après l'Antiquité

### Littérature
L’amour d’Oreste pour Hermione et sa rivalité avec Pyrrhus sont l'un des thèmes essentiels d’Andromaque de Racine. Hermione, jalouse d'Andromaque, commande à Oreste l'assassinat de Pyrrhus avant de se suicider elle-même sur son corps.

### Musique
Au début du XIXe siècle, le compositeur italien Gioachino Rossini compose un opéra en deux actes, Ermione, adapté de la tragédie Andromaque de Racine dont Hermione est l'un des personnages principaux. L'opéra est créé à Naples en 1819.

### Peinture
- Néoptolème, Hermione et Andromaque, huile sur toile, 1810 par Pierre-Narcisse Guérin (1774-1833), Musée du Louvre, Paris